# Tettigometra
Tettigometra är ett släkte av insekter. Tettigometra ingår i familjen Tettigometridae.

## Dottertaxa tillTettigometra, i alfabetisk ordning[1]
- Tettigometra afra
- Tettigometra atra
- Tettigometra atrata
- Tettigometra baranii
- Tettigometra beckeri
- Tettigometra bifoveolata
- Tettigometra brachycephala
- Tettigometra costulata
- Tettigometra damryi
- Tettigometra decorata
- Tettigometra deltoton
- Tettigometra depressa
- Tettigometra distincta
- Tettigometra eremi
- Tettigometra fasciata
- Tettigometra griseola
- Tettigometra helferi
- Tettigometra hexaspina
- Tettigometra impressifrons
- Tettigometra impressopunctata
- Tettigometra laeta
- Tettigometra longicornis
- Tettigometra lyncea
- Tettigometra macrocephala
- Tettigometra obliqua
- Tettigometra picea
- Tettigometra picta
- Tettigometra sanguinea
- Tettigometra sordida
- Tettigometra sororcula
- Tettigometra sulphurea
- Tettigometra virescens
- Tettigometra vitellina